# 陈爱莲 (1958年)
陈爱莲（1958年1月—），浙江新昌人，汉族，中国共产党党员。中华人民共和国企業家、万丰奥特控股集团党委书记、董事局主席、第十三届全国人民代表大会浙江省代表。曾獲得全國三八紅旗手。

## 生平
陈爱莲年輕時參加民兵，後來成為民兵排長。陈爱莲也是新昌縣第一位女拖拉機手，還開過全縣第一年躍進牌貨車。陈爱莲擔任過县府侨务办秘书兼面包车司机。1992年，陈爱莲進入纺织器材总厂。1993年，陈爱莲出任铝合金管厂厂长。1994年創辦万丰奥特。後來前往復旦大學管理學院就讀EMBA。2018年，陈爱莲被选为浙江省出席第十三届全国人民代表大会代表。